# Núi Thành (huyện in Quảng Nam)
Núi Thành is een district in de Vietnamese provincies Quảng Nam. De hoofdplaats van Nam Giang is thị trấn Núi Thành. Núi Thành heeft 142.020 inwoners op een oppervlakte van 533,03 km².

## Geschiedenis
De huyện ontstaat, als in 1983 Tam Kỳ wordt afgesplitst van de district in de toenmalige provincie Quảng Nam-Đà Nẵng. Na de splitsing van de provincie Quảng Nam-Đà Nẵng in Quảng Nam en Đà Nẵng heeft Núi Thành een thị trấn en zestsien xã's.

## Geografie en topografie
Núi Thành ligt in het zuidoosten van Quảng Nam aan de Zuid-Chinese Zee. Het zuiden grenst aan Trà Bồng en aan Bình Sơn. Het westen grenst aan Bắc Trà My en aan Phú Ninh. Het noorden grenst aan de stad Tam Kỳ.
In Núi Thành liggen twee grote meren. In het noordwesten ligt het Phú Ninhmeer voor een gedeelte in Núi Thành. Centraal in Núi Thành ligt het Thái Xuân. Het landschap wordt vooral gekenmerkt door het estuarium van de Trường Giang en de Tam Kỳ. In dit gebied stroomt de Trường Giang in de Zuid-Chinese Zee, nadat verschillende beken in de Trường Giang zijn gestroomd, zoals de Chàu en de Trâu. Ook splitst de Trường Giang zich in verschillende takken zoals de Chợ.
De oppervlakte van Núi Thành bedraagt 533,03 km². Hiervan is 110,048 km² in gebruik als landbouwgrond. In Núi Thành wordt vooral rijst verbouwd. Ook zijn er veel bossen. De bossen in Núi Thành hebben een gezamenlijke oppervlakte van 172.09 km².

## Verkeer en vervoer
Een van de belangrijkste verkeersaders is de Quốc lộ 1A. Deze weg verbindt Lạng Sơn met Cà Mau. Deze weg is gebouwd in 1930 door de Franse kolonisator. De weg volgt voor een groot gedeelte de route van de AH1. Deze Aziatische weg is de langste Aziatische weg en gaat van Tokio in Japan via verschillende landen, waaronder de Volksrepubliek China en Vietnam, naar Turkije. De weg eindigt bij de grens met Bulgarije en gaat vervolgens verder als de Europese weg 80.
Ook de Spoorlijn Hanoi - Ho Chi Minhstad gaat door Núi Thành. Núi Thành heeft twee spoorwegstations, te weten Station Núi Thành in thị trấn Núi Thành en Station Diêm Phổ in Tam Anh Nam. Ook is er een vliegveld in Tam Nghĩa. Dit is de Luchthaven Chu Lai. Vanaf dit vliegveld kunnen er alleen binnenlandse vluchten gemaakt worden naar Internationale Luchthaven Tân Sơn Nhất in Ho Chi Minhstad of Internationale Luchthaven Nội Bài in Hanoi.

## Cultuur en bezienswaardigheden
De Khương Mỹtorens zijn te vinden in Tam Xuân 1. Deze torens zijn nog overblijfselen van het Koninkrijk Champa. In totaal zijn het drie torens, die typisch zijn voor de architectonische overblijfselen van de Champacultuur. Deze torens staan in Tam Xuân 1.

## Administratieve eenheden
Núi Thành bestaat uit een thị trấn en zestien xã's.
- Thị trấn Núi Thành
- Xã Tam Anh Bắc
- Xã Tam Anh Nam
- Xã Tam Giang
- Xã Tam Hải
- Xã Tam Hiệp
- Xã Tam Hòa
- Xã Tam Mỹ Đông
- Xã Tam Mỹ Tây
- Xã Tam Nghĩa
- Xã Tam Quang
- Xã Tam Sơn
- Xã Tam Thạnh
- Xã Tam Tiến
- Xã Tam Trà
- Xã Tam Xuân 1
- Xã Tam Xuân 2